# 石主岩
石 主岩（ソク・チュアム、석주암）は、満州国軍および大韓民国陸軍の軍人。創氏改名時の日本名は石川清。本貫は忠州石氏。

## 経歴
1940年12月、満州国軍の幹部養成所中央陸軍訓練処第8期卒業。見習軍官を経て1941年4月、砲兵少尉任官。第2次世界大戦終戦時は砲兵上尉。戦後、韓僑保護を目的として満州国軍の朝鮮人軍官を中心に新京保安司令部（長：丁一権）が組織されると、警備隊の教官を務めた。
1946年3月、アメリカ軍政下の朝鮮半島に帰国。同年12月、同軍政地域（後の韓国）の警備士官学校第2期卒業（軍番10222番）。1947年12月1日、第1旅団作戦参謀（大尉）。1949年1月15日、第7旅団参謀長（中領）。同年3月15日、第5旅団参謀長。1950年5月、第1師団参謀長（大領）。
1950年6月、朝鮮戦争勃発。臨津江の戦いや多富洞の戦いなどに参加。1950年10月、平壌進撃中に搭乗していたジープが地雷に接触して足を負傷したため後送される。1951年5月1日、陸軍本部戦史監。1951年10月26日、慶尚北道地区兵事区司令官。1952年9月10日、憲兵司令官（准将）。1953年5月16日、任少将。同年8月19日、陸軍本部情報局長。1954年、アメリカ陸軍指揮幕僚大学卒業。1955年、第29師団長。1957年8月2日、第6管区司令官。1957年8月付で、1年間、軍部隊の練炭貯蔵所管理権をソウル石炭会社に貸与する形式で500万圜を受けて売却した汚職容疑で陸軍中央規律委員会に回付された。1959年3月、予備役編入。
1976年、大宇重工業顧問。
2008年4月29日に民族問題研究所と親日人名辞典編纂委員会が発表した親日人名辞典収録対象者軍部門に記載。